# Rennaz
Rennaz is een gemeente en plaats in het Zwitserse kanton Vaud, en maakt deel uit van het district Aigle.
Rennaz telt 608 inwoners.

## Overleden
- Roger Chappot (1940-2020), ijshockeyer